# سنجاب زمینی لکه‌دار
سنجاب زمینی لکه‌دار (نام علمی: Spermophilus suslicus) نام یک گونه از سرده دانه‌دوست‌ها است.